# 索米耶尔
索米耶尔（法語：Sommières，法語發音：[sɔmjɛʁ]），法国南部城市，奥克西塔尼大区加尔省的一个市镇，隶属于尼姆区，其市镇面积为10.36平方公里，2022年1月1日时人口数量为5,028人，在法国城市中排名第2,189位。
索米耶尔位于加尔省西部，维杜勒河畔，其西侧与埃罗省接壤，是一个区域性的中心城市和交通枢纽。

## 地名来源
“Sommières”一名最初可能以拉丁语“Sumidrium”或“Sumerium”的形式被记载，其中“Su-”即“Sous-”，该名称即“在“Midrium”下方”，Midrium可能是当地一个罗马村落的名称。
索米耶尔所处区域历史上曾通行朗格多克方言，“Sommières”在奥克语维基百科及Openstreetmap中对应的拼写为“Someire”。

## 历史

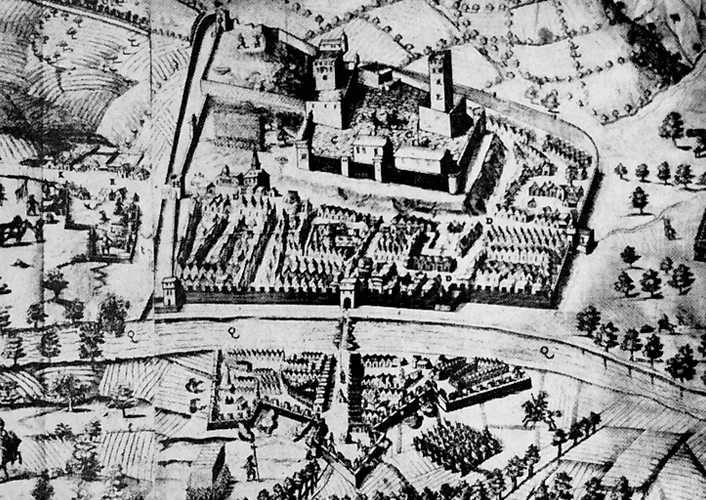
17世纪的索米耶尔（绘画）

根据当地官方网站的论述，索米耶尔始建于公元1世纪，彼时罗马人在此修建了一座横跨维杜勒河的桥梁，索米耶尔由此成为图卢兹—尼姆道路上的一个驿站。中世纪时，索米耶尔屡次遭到洪水破坏。公元11世纪时，索米耶尔迁址至河流左岸一处地势较高的地方，当地亦建成了城堡、磨坊等设施。1248年，路易九世从图卢兹伯爵手中买下了索米耶尔。中世纪中后期，索米耶尔发展成为重要的商贸城镇，除传统农产品外，当地还出现了皮革和纺织作坊。宗教战争期间，索米耶尔遭到严重破坏，在1573年的一场战争中，当地几乎全城被烧毁。1622年，战争停止。1685年，索米耶尔城堡被改建为一处监狱。塞文战争期间，让·卡瓦利埃曾驻守于索米耶尔城外并企图刺杀城内的保皇派，但最终未能成功。法国大革命后，索米耶尔成为加尔省的一个市镇，并在1793至1801年间为该省的一个地区行署。工业革命期间，索米耶尔的纺织业得到机械化发展，韦泽诺布尔—勒克雷斯铁路、索米耶尔—圣塞赛尔铁路和索米耶尔—加拉尔格铁路三条铁路相继建成通车。20世纪后，随着公路的兴起，途径索米耶尔的所有铁路均陆续关闭。索米耶尔在2002年9月发生特大洪涝灾害，造成该地区共23人遇难。此后索米耶尔又在2014年、2018年和2022年发生了不同程度的洪水灾害。
在地方文化研究方面，当地的地方史爱好者于1987年创建了“索米耶尔及其历史协会”（Association de Sommières et son histoire）。

## 地理

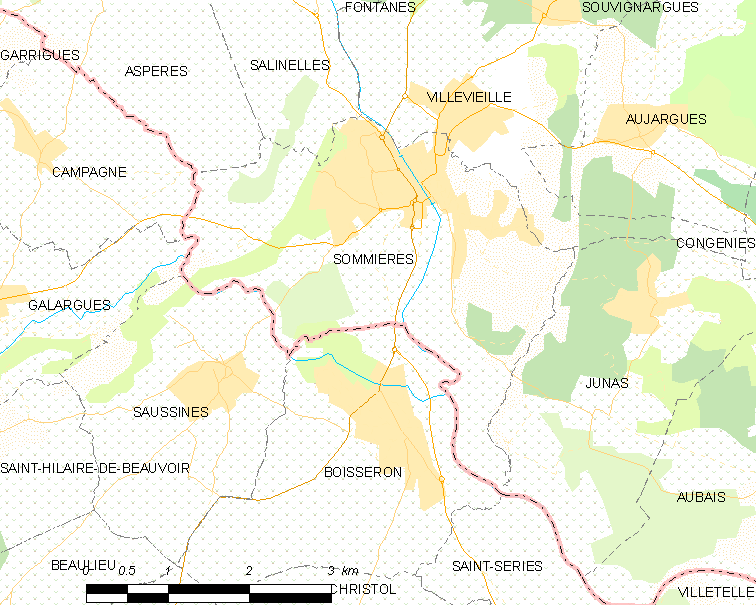
索米耶尔市镇范围地图

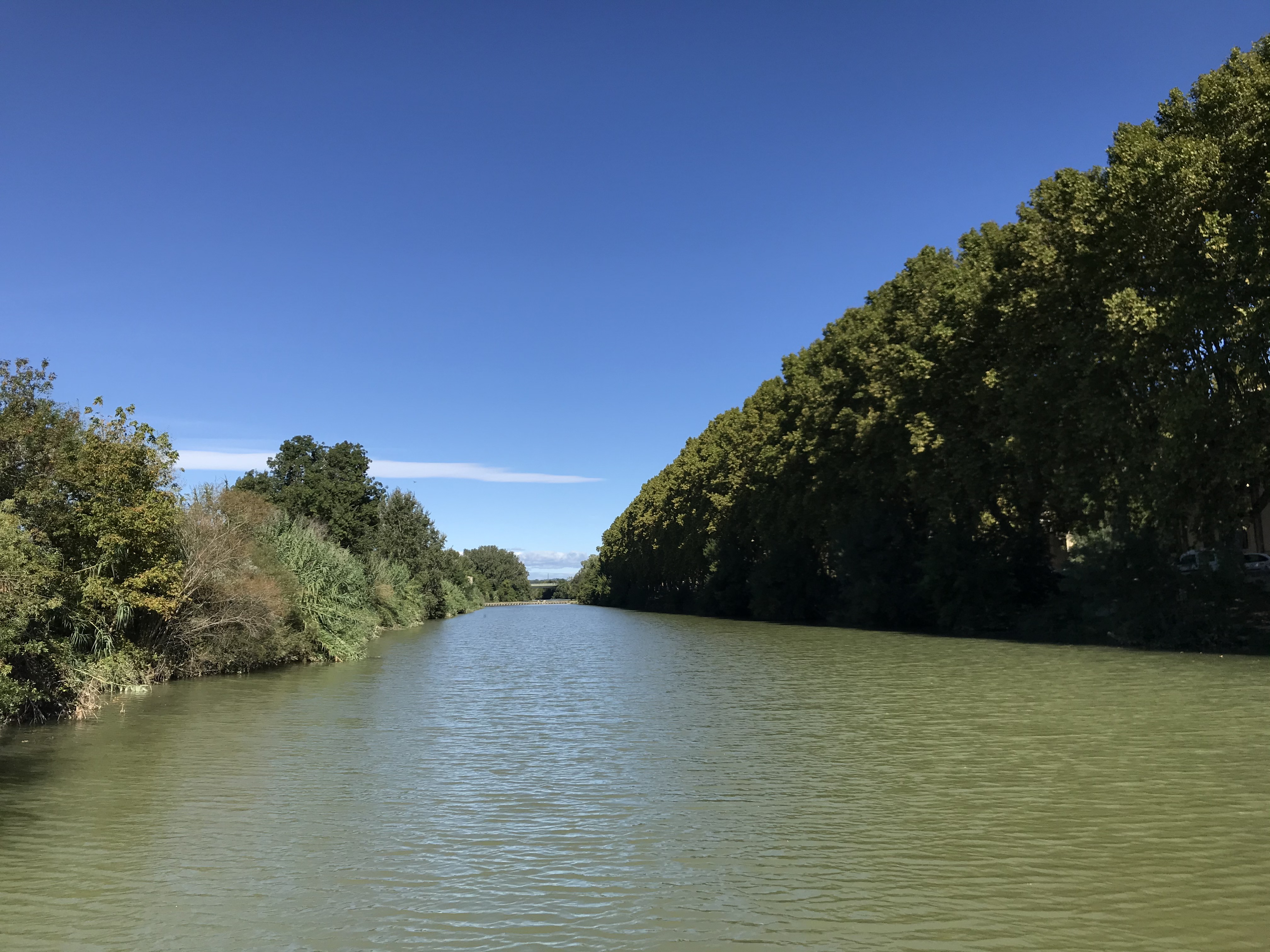
维杜勒河

索米耶尔位于法国南部略偏东，奥克西塔尼大区东部和加尔省西部，距离省会尼姆大约30公里。与索米耶尔接壤的市镇包括：阿斯佩尔、萨利内勒、维勒维埃耶、康帕涅、加拉尔格、索西讷、布瓦斯龙和瑞纳斯。

### 地形
索米耶尔位于塞文山南侧的山前冲积地带，这一区域被称为“加里格”，其外缘为沃纳日平原。索米耶尔境内以平原和浅丘为主，市镇中心地势较为平坦，外围有多处山丘，全境海拔在19到106米之间。

### 水文
索米耶尔位于维杜勒河流域范围内，该河自北向南流经索米耶尔市中心西侧，另有其左岸支流皮斯索姆溪（ruisseau de la Pisse-Saume）在此与其交汇。

### 植被
索米耶尔属于亚热带常绿硬叶林区，林地广泛分布于市镇范围内的坡地地区。
在鲜花城市的评比中，索米耶尔被评为1星级鲜花城市。

### 气候
索米耶尔在柯本气候分类法中属于地中海气候。
距离索米耶尔最近的常年气象站位于维勒维埃耶境内，以下为该气象站的数据（其中日照数据取自蒙彼利埃气象站）：
| 维勒维埃耶 1981年－2019年 | 维勒维埃耶 1981年－2019年 | 维勒维埃耶 1981年－2019年 | 维勒维埃耶 1981年－2019年 | 维勒维埃耶 1981年－2019年 | 维勒维埃耶 1981年－2019年 | 维勒维埃耶 1981年－2019年 | 维勒维埃耶 1981年－2019年 | 维勒维埃耶 1981年－2019年 | 维勒维埃耶 1981年－2019年 | 维勒维埃耶 1981年－2019年 | 维勒维埃耶 1981年－2019年 | 维勒维埃耶 1981年－2019年 | 维勒维埃耶 1981年－2019年 |
| 月份                      | 1月                       | 2月                       | 3月                       | 4月                       | 5月                       | 6月                       | 7月                       | 8月                       | 9月                       | 10月                      | 11月                      | 12月                      | 全年                      |
| ------------------------- | ------------------------- | ------------------------- | ------------------------- | ------------------------- | ------------------------- | ------------------------- | ------------------------- | ------------------------- | ------------------------- | ------------------------- | ------------------------- | ------------------------- | ------------------------- |
| 历史最高温 °C（°F）       | 22.4 (72.3)               | 24.5 (76.1)               | 28.7 (83.7)               | 31.4 (88.5)               | 35.5 (95.9)               | 40.2 (104.4)              | 41.6 (106.9)              | 40.9 (105.6)              | 36 (97)                   | 33.1 (91.6)               | 26.3 (79.3)               | 22.1 (71.8)               | 41.6 (106.9)              |
| 平均高温 °C（°F）         | 11.6 (52.9)               | 12.9 (55.2)               | 16.4 (61.5)               | 19 (66)                   | 23.2 (73.8)               | 27.9 (82.2)               | 31.3 (88.3)               | 30.8 (87.4)               | 26.2 (79.2)               | 20.9 (69.6)               | 15.2 (59.4)               | 12 (54)                   | 20.6 (69.1)               |
| 日均气温 °C（°F）         | 6.5 (43.7)                | 7.3 (45.1)                | 10.3 (50.5)               | 12.9 (55.2)               | 17 (63)                   | 20.9 (69.6)               | 24 (75)                   | 23.6 (74.5)               | 19.6 (67.3)               | 15.5 (59.9)               | 10.2 (50.4)               | 7.2 (45.0)                | 14.6 (58.3)               |
| 平均低温 °C（°F）         | 1.3 (34.3)                | 1.7 (35.1)                | 4.2 (39.6)                | 6.9 (44.4)                | 10.8 (51.4)               | 14 (57)                   | 16.6 (61.9)               | 16.4 (61.5)               | 13.1 (55.6)               | 10.2 (50.4)               | 5.2 (41.4)                | 2.4 (36.3)                | 8.6 (47.5)                |
| 历史最低温 °C（°F）       | −13.9 (7.0)               | −10.1 (13.8)              | −10.7 (12.7)              | −2.7 (27.1)               | 0.9 (33.6)                | 5.1 (41.2)                | 7.5 (45.5)                | 5.5 (41.9)                | 2.2 (36.0)                | −2.2 (28.0)               | −7.9 (17.8)               | −9.7 (14.5)               | −13.9 (7.0)               |
| 平均降水量 mm（）         | 60.8 (2.39)               | 52.2 (2.06)               | 38.1 (1.50)               | 66.6 (2.62)               | 54.1 (2.13)               | 35.6 (1.40)               | 23.5 (0.93)               | 45.1 (1.78)               | 100.6 (3.96)              | 116.8 (4.60)              | 83.6 (3.29)               | 77.1 (3.04)               | 754.1 (29.69)             |
| 月均日照時數              | 142.9                     | 168.1                     | 220.9                     | 227.0                     | 263.9                     | 312.4                     | 339.7                     | 298.0                     | 241.5                     | 168.6                     | 148.8                     | 136.5                     | 2,668.2                   |
| 来源：infoclimat.fr       |                           |                           |                           |                           |                           |                           |                           |                           |                           |                           |                           |                           |                           |

## 行政区划
索米耶尔的市镇编号为30321，邮政编号为30250。
在行政管理方面，索米耶尔隶属于法国奥克西塔尼大区加尔省尼姆区；在地方选举方面，索米耶尔隶属于卡尔维松县，其市镇范围全境被划入加尔省第二选区；在社会管理方面，索米耶尔是索米耶尔地区市镇公共社区的办公驻地。
截至2023年8月，索米耶尔市镇范围内暂无任何城市敏感街区及城市政策优先街区。
法国国家统计与经济研究所（简称）在进行数据统计时，将索米耶尔及相邻的另外2个市镇设为索米耶尔城市核心区（Unité urbaine de Sommières）及索米耶尔城市区（Aire urbaine de Sommières）。自2020年起，索米耶尔城市区被撤销，索米耶尔单独被设为索米耶尔城市辐射区。此外，还将索米耶尔市镇整体看作一个“块区”（IRIS），以便于统计人口分布情况。

## 交通

### 公路
加尔省省道D12线、D22线、D35线、D40线、D222线和D6110线在索米耶尔境内交汇。奥克西塔尼大区城际客运136线、141线和612线经过索米耶尔，可前往尼姆、吕内勒、卡斯泰尔诺勒莱兹等地。
2019年，67.4%的索米耶尔家庭拥有至少一辆私人汽车。2021年，索米耶尔境内共发生各类交通事故1起，造成1人受伤。
| 27 | 10 |

| 尼姆 | 30 |

| 蒙彼利埃 | 29 |

| 加拉尔格勒蒙蒂厄 | 11 |

### 铁路

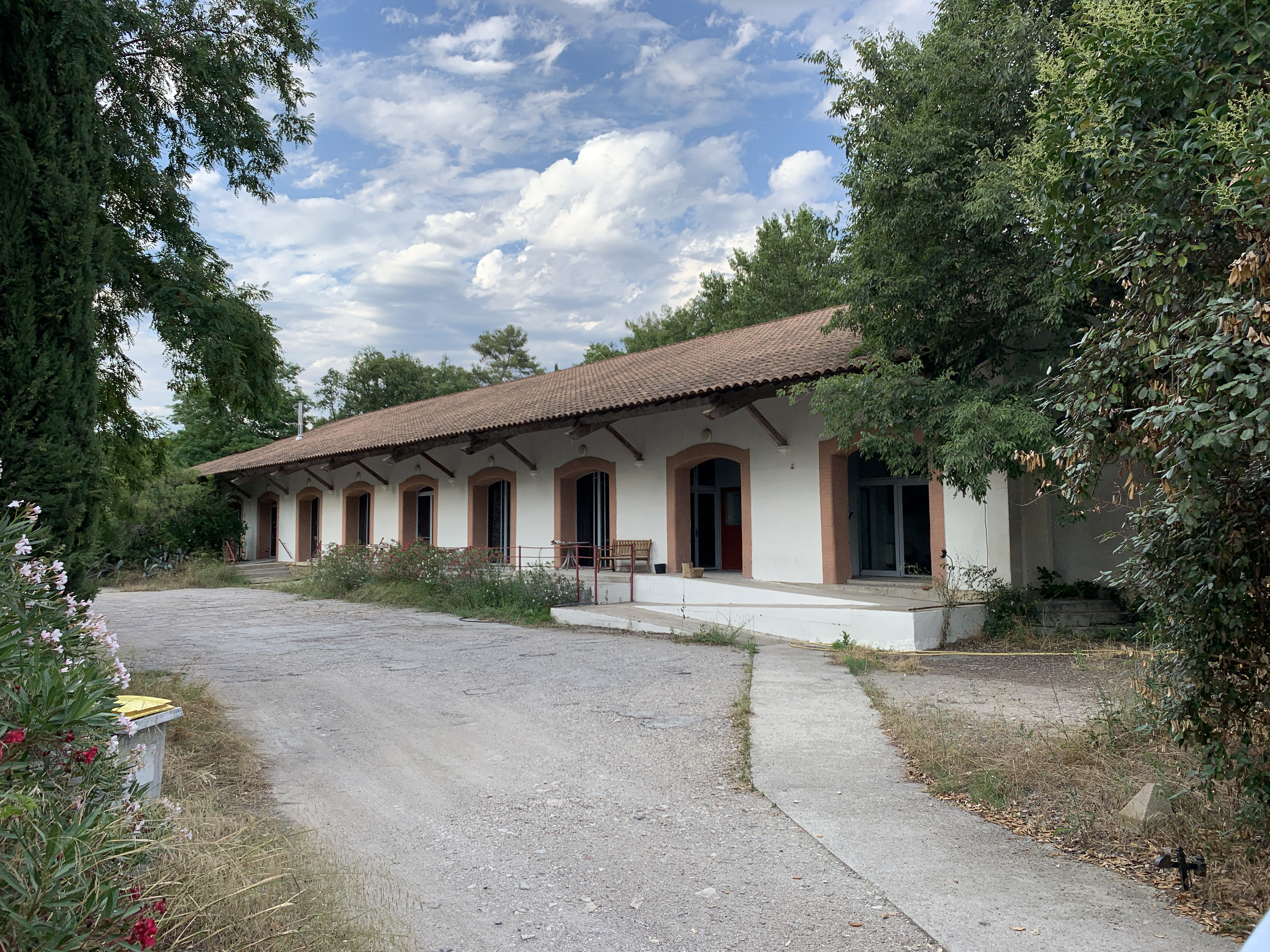
索米耶尔火车站旧址

索米耶尔位于韦泽诺布尔—勒克雷斯铁路、索米耶尔—圣塞赛尔铁路和索米耶尔—加拉尔格铁路的交汇处，这三条铁路均已关闭。
距离索米耶尔最近的运营中的客运铁路车站为11公里外的加拉尔格站，该站停靠往返于蒙彼利埃和尼姆一线的区域列车。

### 航空
距离索米耶尔最近的民用航空站为35公里外的蒙彼利埃机场。

### 城市公共交通
截至2023年8月，索米耶尔暂无城市公共交通。

## 政治

### 市政内阁

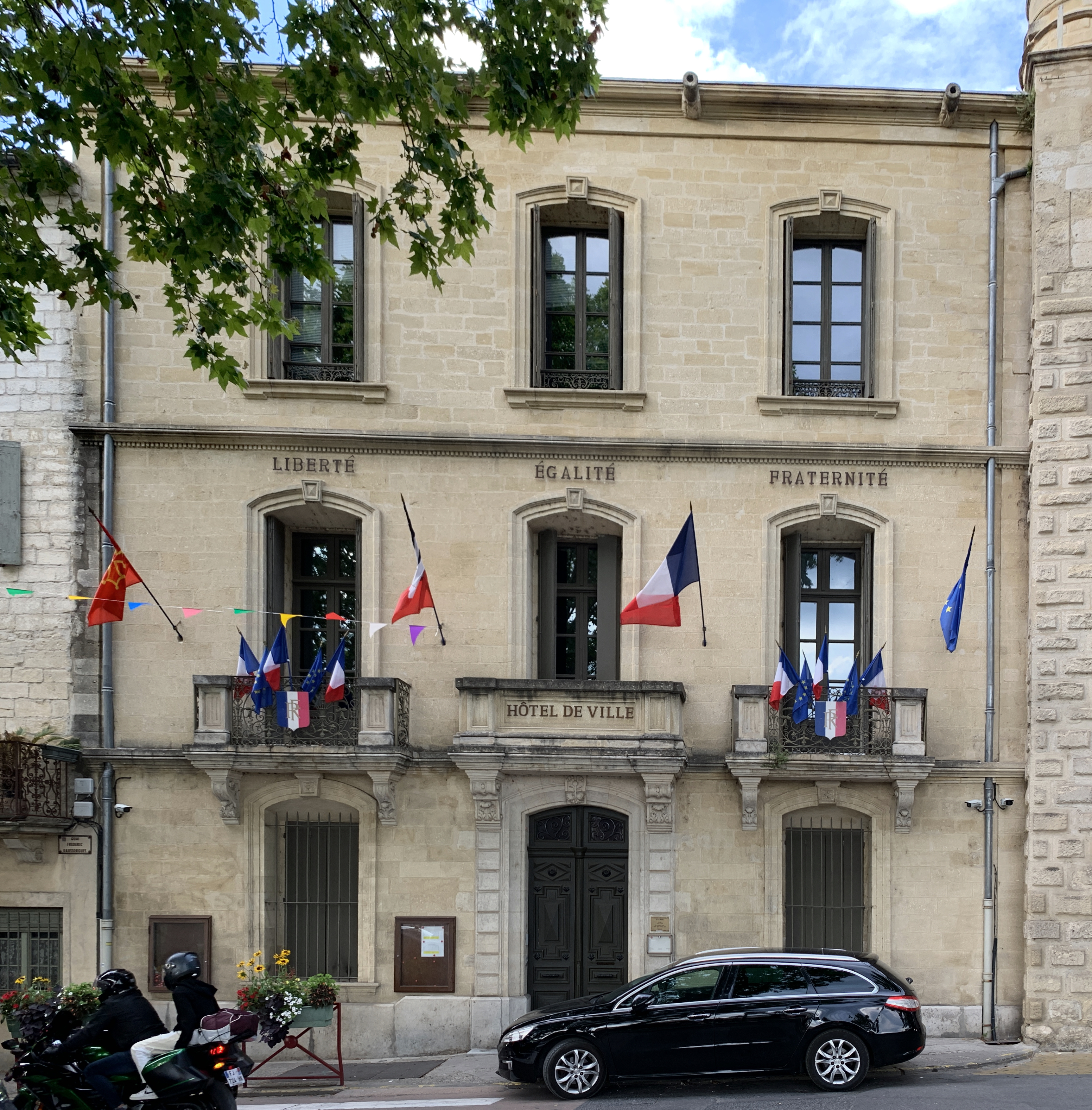
索米耶尔市政厅

索米耶尔的现任市长为皮埃尔·马尔蒂内兹先生（Pierre MARTINEZ），他是一名无党派人士，在2020年的市政选举中获得了39.29%的支持率。
| 索米耶尔历届市长 | 索米耶尔历届市长                         | 索米耶尔历届市长                 |
| 任期             | 市长                                     | 党派                             |
| ---------------- | ---------------------------------------- | -------------------------------- |
| 1944年－1948年   | Ernest FRANÇOIS 埃内斯特·弗朗索瓦        | 不详                             |
| 1948年－1952年   | Clément GAUSSEN 克莱芒·戈桑              | 不详                             |
| 1952年－1959年   | Jean VERCLER 让·韦尔克莱                 | 不详                             |
| 1959年－1971年   | Roger ANDRÉ 罗歇·安德烈                  | 不详                             |
| 1971年－1977年   | Albert CRUMIÈRE 阿尔贝·克吕米耶尔        | 不详                             |
| 1977年－1983年   | Louis DUCROS 路易·迪克罗                 | 不详                             |
| 1983年－1992年   | Jean-Marie CAMBACÉRÈS 让-马里·康巴塞雷斯 | PS社会党                         |
| 1992年－2001年   | Madeleine SOLIGNAC 玛德莱娜·索利尼亚克   | 不详                             |
| 2001年－2005年   | Alain DANILET 阿兰·达尼莱                | RPR保衛共和聯盟 →UMP人民运动联盟 |
| 2005年－2020年   | Guy MAROTTE 居伊·马罗特                  | DVG左翼无党派人士                |
| 2020年－         | Pierre MARTINEZ 皮埃尔·马尔蒂内兹        | 無黨籍                           |

### 各级选举
| 索米耶尔历届投票选举结果 | 索米耶尔历届投票选举结果 | 索米耶尔历届投票选举结果 | 索米耶尔历届投票选举结果 | 索米耶尔历届投票选举结果    | 索米耶尔历届投票选举结果 | 索米耶尔历届投票选举结果 | 索米耶尔历届投票选举结果    | 索米耶尔历届投票选举结果 | 索米耶尔历届投票选举结果 |
| 选举项目                 | 选举范围                 | 选区单位                 | 选区单位内的选举结果     | 选区单位内的选举结果        | 选区单位内的选举结果     | 选区单位内的选举结果     | 选区单位内的选举结果        | 选区单位内的选举结果     | 参考资料                 |
| 选举项目                 | 选举范围                 | 选区单位                 | 第一轮胜出者             | 第一轮胜出者                | 支持率                   | 第二轮胜出者             | 第二轮胜出者                | 支持率                   | 参考资料                 |
| ------------------------ | ------------------------ | ------------------------ | ------------------------ | --------------------------- | ------------------------ | ------------------------ | --------------------------- | ------------------------ | ------------------------ |
| 2017年法國總統選舉       | 法國                     | 市镇                     |                          | 让-吕克·梅朗雄              | 27.43%                   |                          | 埃马纽埃尔·马克龙           | 61.4%                    | [ 24 ]                   |
| 2017年法国立法选举       | 加尔省第二选区           | 市镇                     |                          | 玛丽·萨拉                   | 34.51%                   |                          | 玛丽·萨拉                   | 61.38%                   | [ 24 ]                   |
| 2019年欧洲议会选举       | 法國                     | 市镇                     |                          | 若尔当·巴尔代拉             | 27.19%                   | （不适用）               | （不适用）                  | （不适用）               | [ 26 ]                   |
| 2021年法国省级选举       | 加尔省                   | 县                       |                          | 玛丽斯·贾纳奇尼 马克·拉罗克 | 42.85%                   |                          | 玛丽斯·贾纳奇尼 马克·拉罗克 | 61.04%                   | [ 27 ]                   |
| 2021年法国省级选举       | 加尔省                   | 市镇                     |                          | 玛丽斯·贾纳奇尼 马克·拉罗克 | 43.66%                   |                          | 玛丽斯·贾纳奇尼 马克·拉罗克 | 66.14%                   | [ 27 ]                   |
| 2021年法国大区选举       | 奧克西塔尼大區           | 市镇                     |                          | 卡萝尔·德尔加               | 40.74%                   |                          | 卡萝尔·德尔加               | 61.77%                   | [ 28 ]                   |
| 2022年法国总统选举       | 法國                     | 市镇                     |                          | 让-吕克·梅朗雄              | 27.61%                   |                          | 埃马纽埃尔·马克龙           | 55.51%                   | [ 24 ]                   |
| 2022年法国立法选举       | 加尔省第二选区           | 市镇                     |                          | 科拉莉·吉拉尔迪             | 34.5%                    |                          | 伊万·拉绍                   | 55.34%                   | [ 24 ]                   |

## 人口
2020年，索米耶尔市镇人口数量为5,053，在法国排名第2,189位。其中男性2,417人，女性2,633人，75岁及以上人口占8.4%，外籍人口数量为288人，人口密度为488人/平方公里，当地居民被称为（男性）或（女性）。2020年，索米耶尔境内出生64人，死亡人口68人。
| 索米耶尔1901年－2020年人口变化情况 |
|                                    |
| 数据来源：Cassini、INSEE           |

## 经济

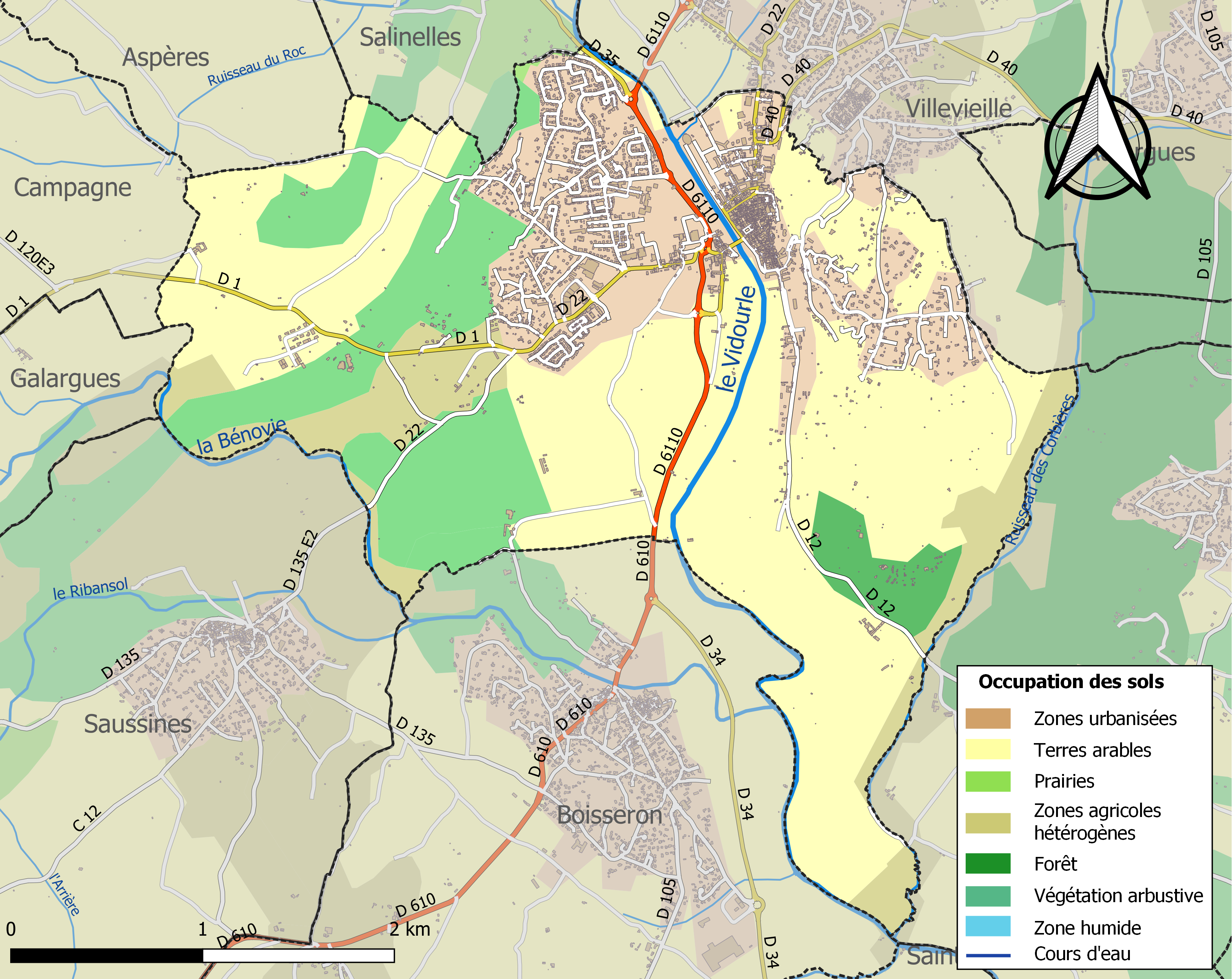
索米耶尔土地利用情况地图

索米耶尔是一个区域性的中心城市。截至2023年8月，索米耶尔市镇范围内共有各类用人单位（包含自雇）1,270家，平均历史为15年，其中98.88%为中小型企业（PME），2023年6月至8月间，当地的经济活力指数为0.39%。（工业机械）、（燃料）及（五金销售）是当地2021年营业额最高的三个企业，分别为25,450,634欧元、7,921,045欧元和5,688,637欧元。

## 财政与居民收入
2021年，索米耶尔的财政收入总额为5,999,710欧元，财政支出总额为5,496,200欧元，当年的债务总额为11,989,200欧元。2021年，索米耶尔市镇通过增值税获得604,500欧元的收入，此外当地还共获得了3,467,730欧元的国家直接财政补助。
2019年，索米耶尔的人均月收入总额为2,187欧元，其中高级职员为3,912欧元，低于法国平均水平（4,230欧元）；中级职员为2,231欧元，低于法国平均水平（2,411欧元）；普通职员为1,654欧元，亦低于法国平均水平（1,740欧元）。
2019年，索米耶尔境内的贫困率为24%，青壮年（15至64岁）失业率为17.9%；当地32.3%的家庭拥有纳税资格，平均纳税3,605欧元，低于法国平均水平（4,393欧元）。

## 社会事务

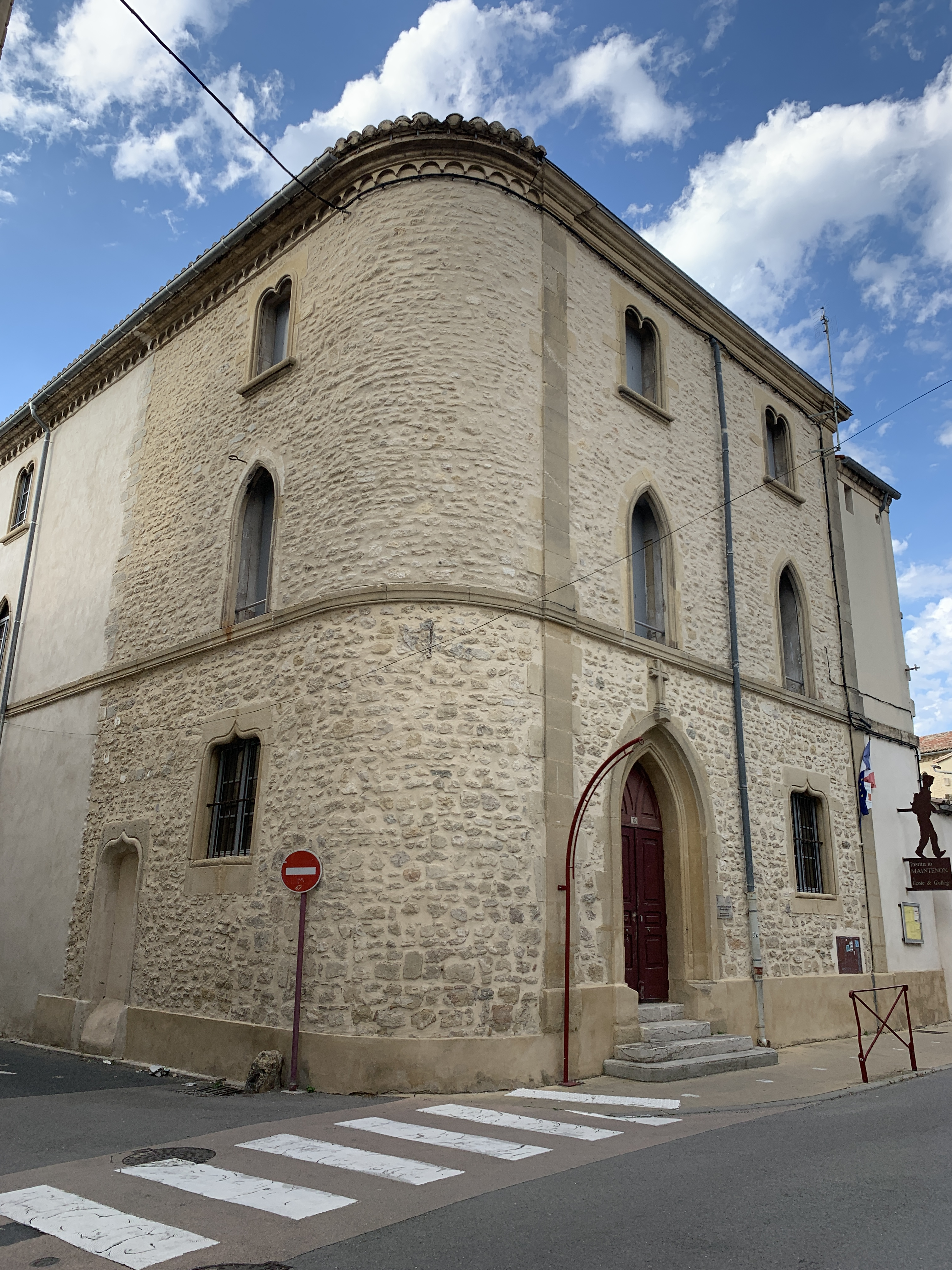
曼特农初级中学

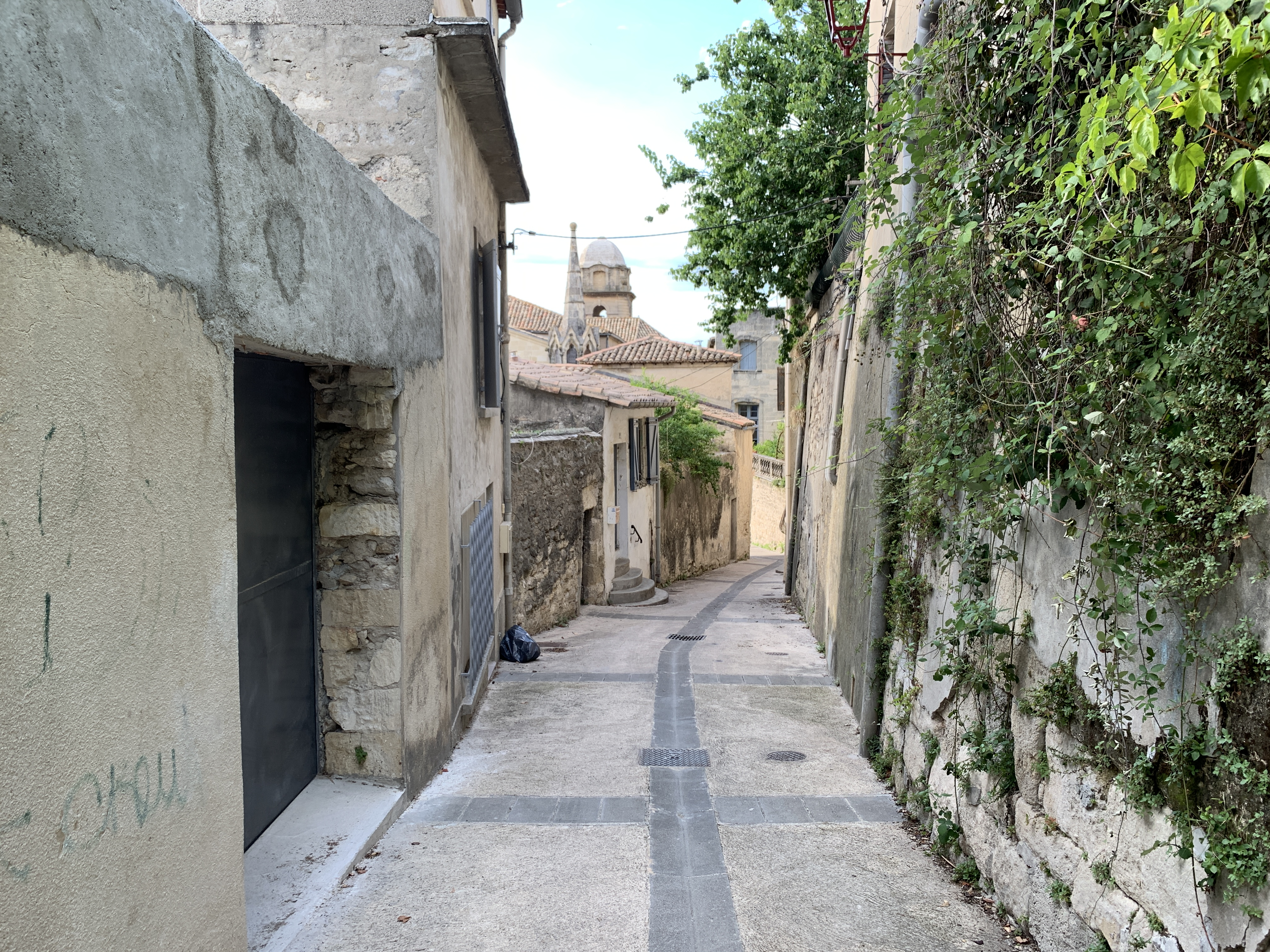
博姆街

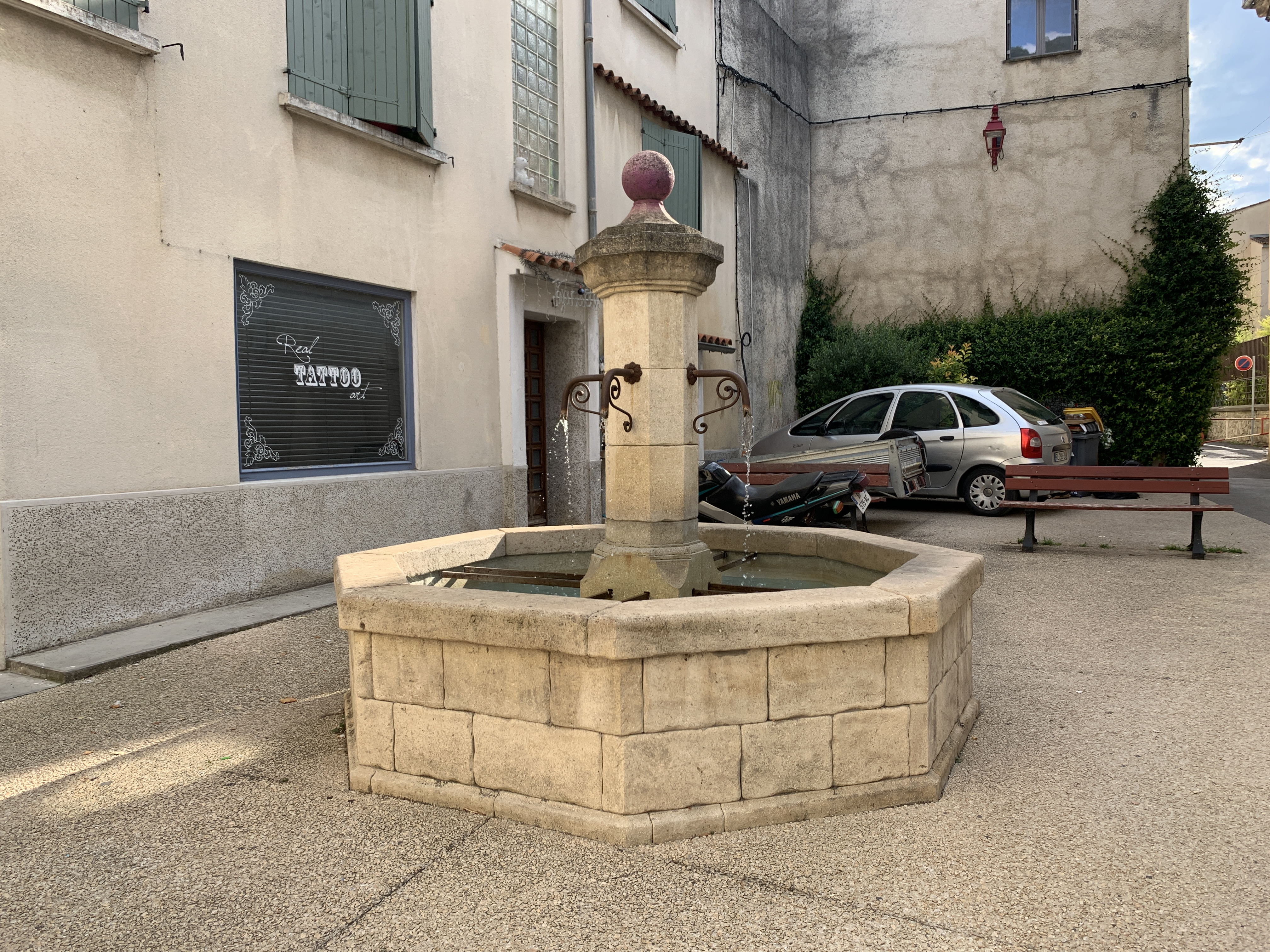
埃尔韦·阿列广场附近的喷泉

### 教育
索米耶尔属于蒙彼利埃学区。截至2021年1月1日，索米耶尔境内共有3所小学和2所初级中学。2021至2022学年度，索米耶尔境内共有在校中等教育阶段学生1,597名。

### 医疗
截至2021年1月1日，索米耶尔境内共有全科医生11名、保健师15名、牙医10名、护士19名、耳科医生1名、眼科医生1名、皮肤科医生1名和助产士4名。境内共有药房4家。
距离索米耶尔最近的区域性医疗机构为尼姆大学中心医院（CHU de Nîmes），其主病区卡雷莫医院（Site de Carémeau）位于尼姆市区西部，距离索米耶尔市区的正常车程大约30分钟，该院设有床位1,371个，是当地规模最大的公立综合性医院。

### 住房
2019年，索米耶尔境内共有各类住房2,767套，其中50.7%为独立式居民区，49.0%为集中式居民区。常住房屋占索米耶尔市镇范围内居民建筑总量的83.2%。
在住房保障政策方面，2021年，索米耶尔境内共有760户家庭获得了住房经济补助，受益人数占总人口数量的15.0%，其中727份为房租补助。

### 商业
2021年，索米耶尔境内共有各类实体商铺204家，其中餐厅40家、大型超市4家、杂货店8家、面包房9家、肉铺2家、书店4家、银行门店4家、美容美发店16家、汽车维修店13家。市区西部建有开放式商业街区，有Intermarché、Netto、Gamm Vert等商场。

### 体育
2021年，索米耶尔境内共有1间体育馆、2座综合体育场、8处网球场、2处马术场、1处足球或橄榄球场以及2处篮球或排球场。
截至2023年8月，索米耶尔境内共有两家注册足球俱乐部。四叶草体育联盟（Union Sportive Du Trèfle，编号551430）是当地的代表性足球队，其主队2023至2024赛季参加加尔省足球联赛甲组（法国第九级别），其主场为拉鲁瓦亚莱特球场（Stade La Royalette）。

### 环境
索米耶尔的环境事务由其所属的索米耶尔地区市镇公共社区联合各级政府协调负责。2021年，索米耶尔境内共有1家污染企业。

### 治安
2021年，索米耶尔市镇范围内有1处宪兵队。
索米耶尔及其附近的共37个市镇是沃韦尔国家宪兵队（zone gendarmerie de Vauvert）的管辖范围。2020年，该宪兵队累计记录各类案件4,696起，其中盗窃类案件2,718起，经济类案件633起，毒品交易类案件148起。

## 文化
2021年，索米耶尔境内有1家电影院。索米耶尔境内建有多媒体中心，每周二、三、五、六向公众开放。

### 建筑
索米耶尔境内有多处历史建筑，其中索米耶尔城堡遗址、钟楼塔等为法国国家文物保护单位。

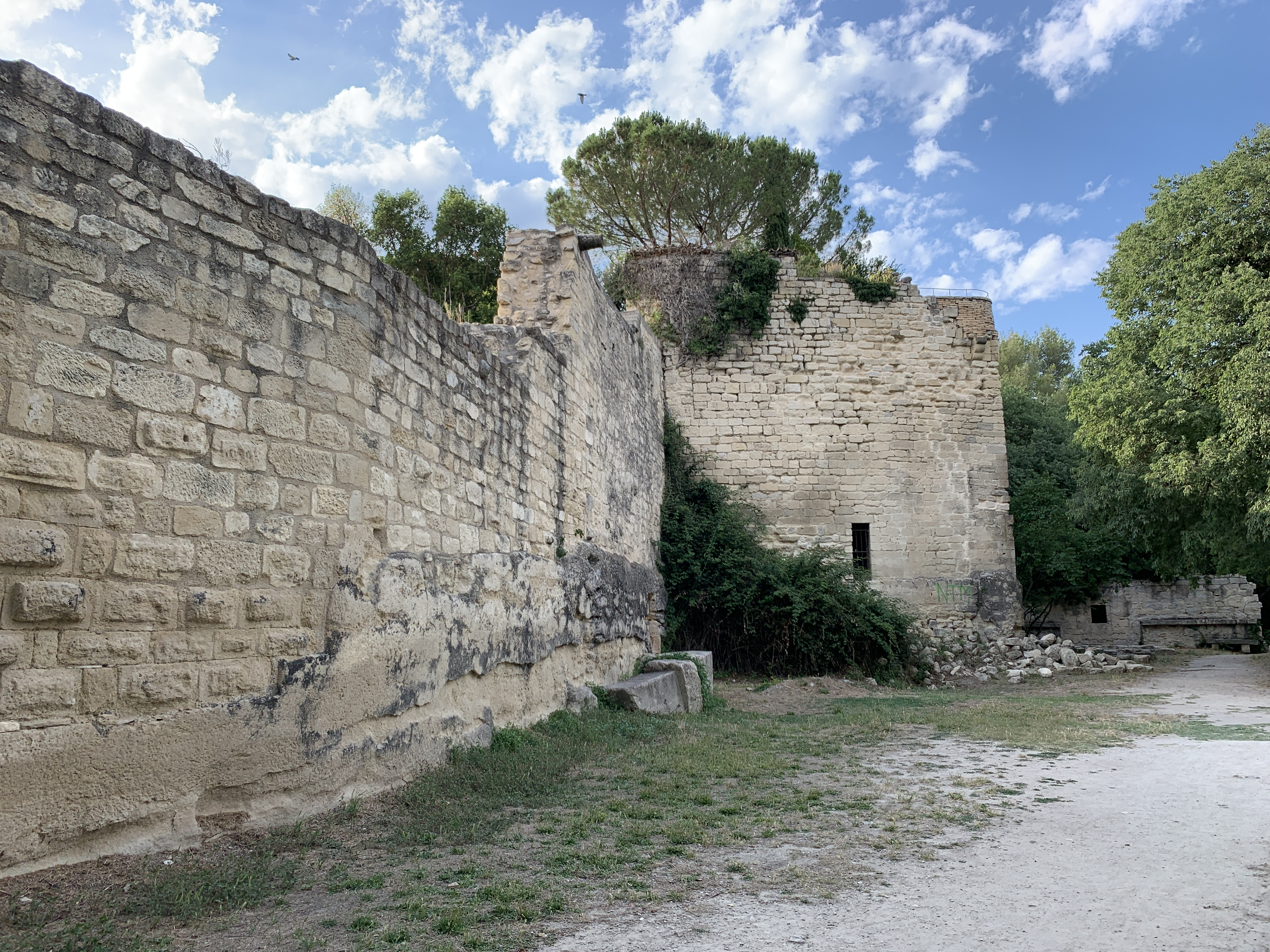
索米耶尔城堡（法语：Château de Sommières）遗址
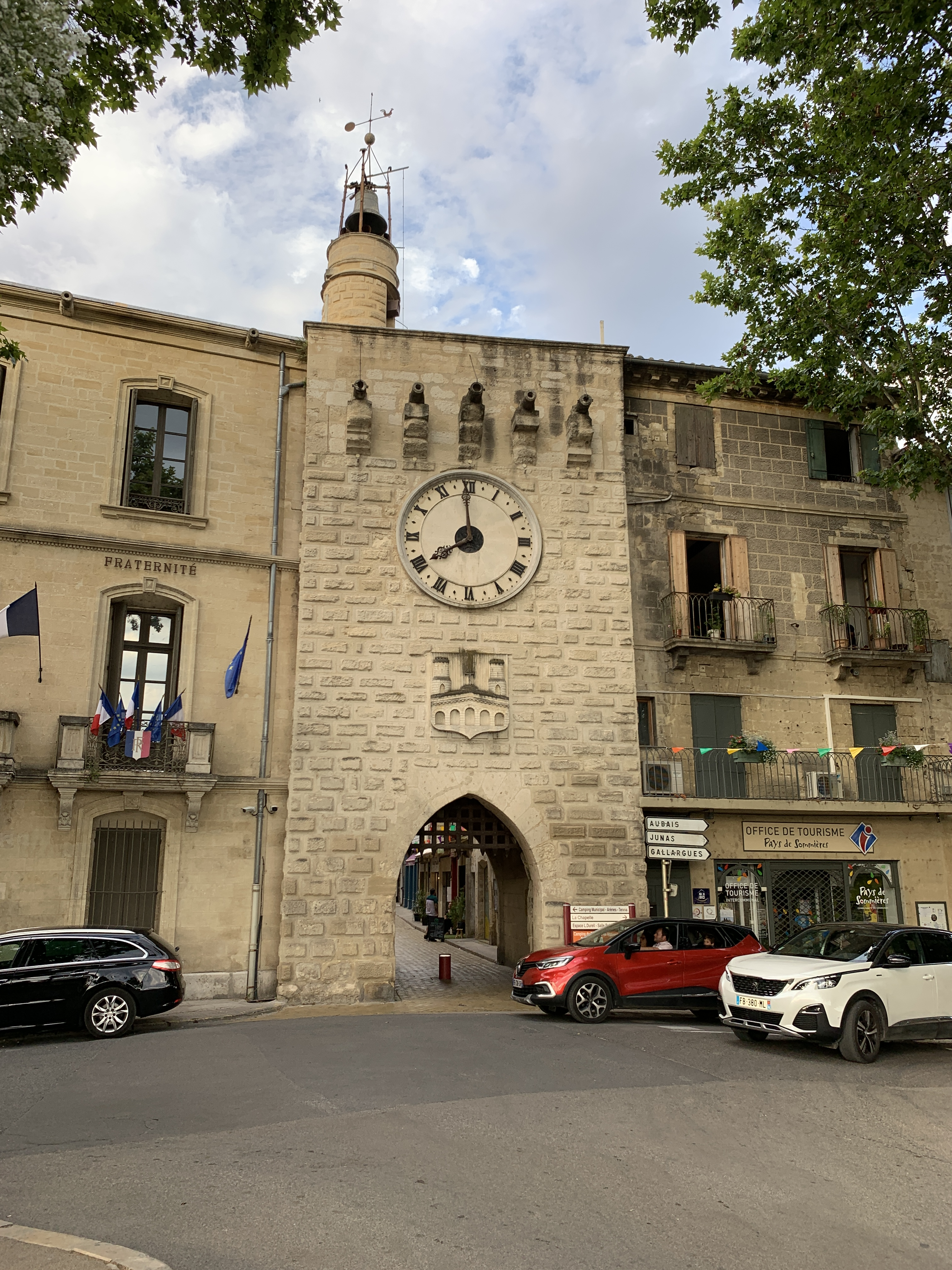
钟楼塔（法语：Beffroi de Sommières）
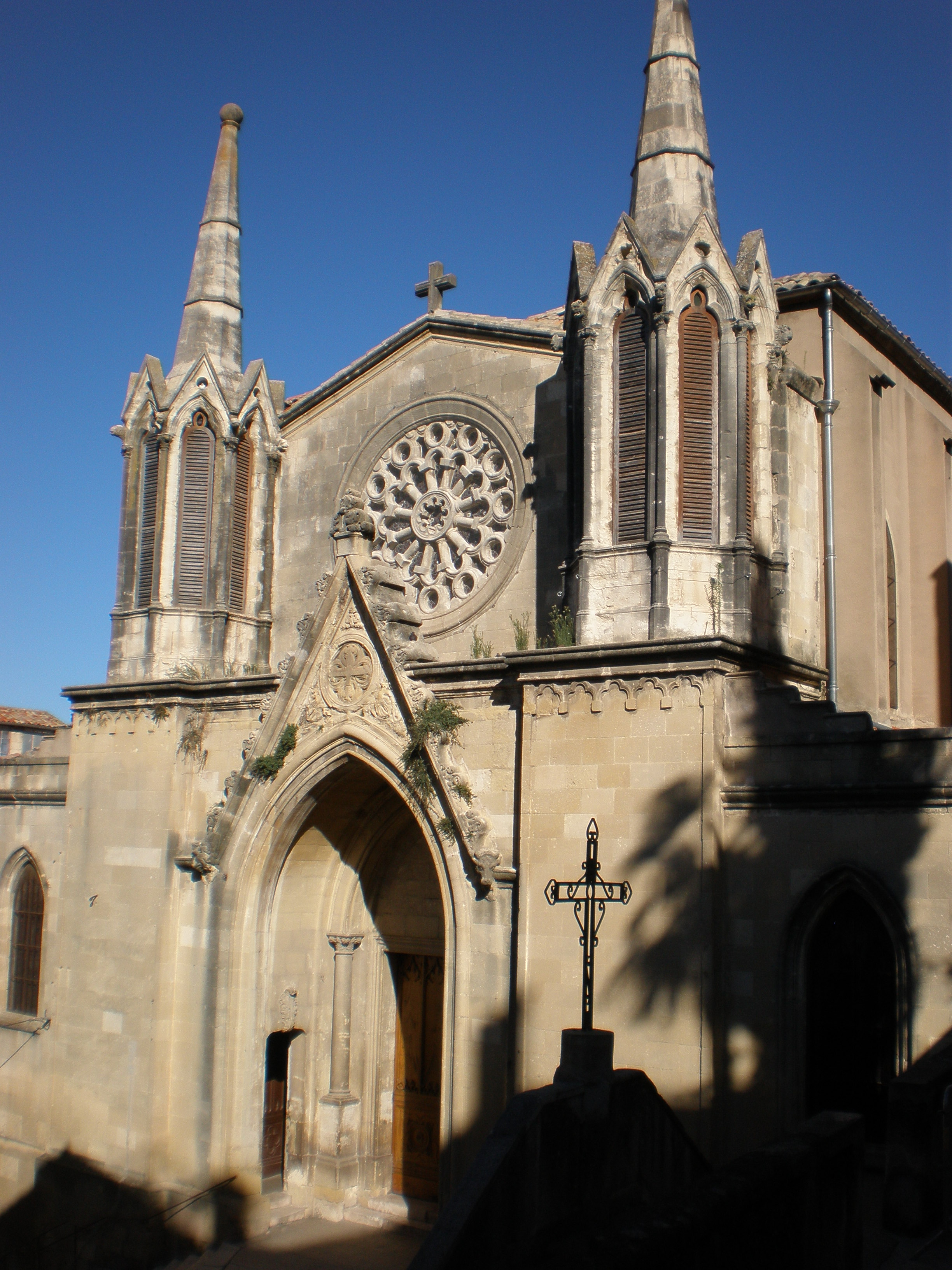
圣蓬斯教堂
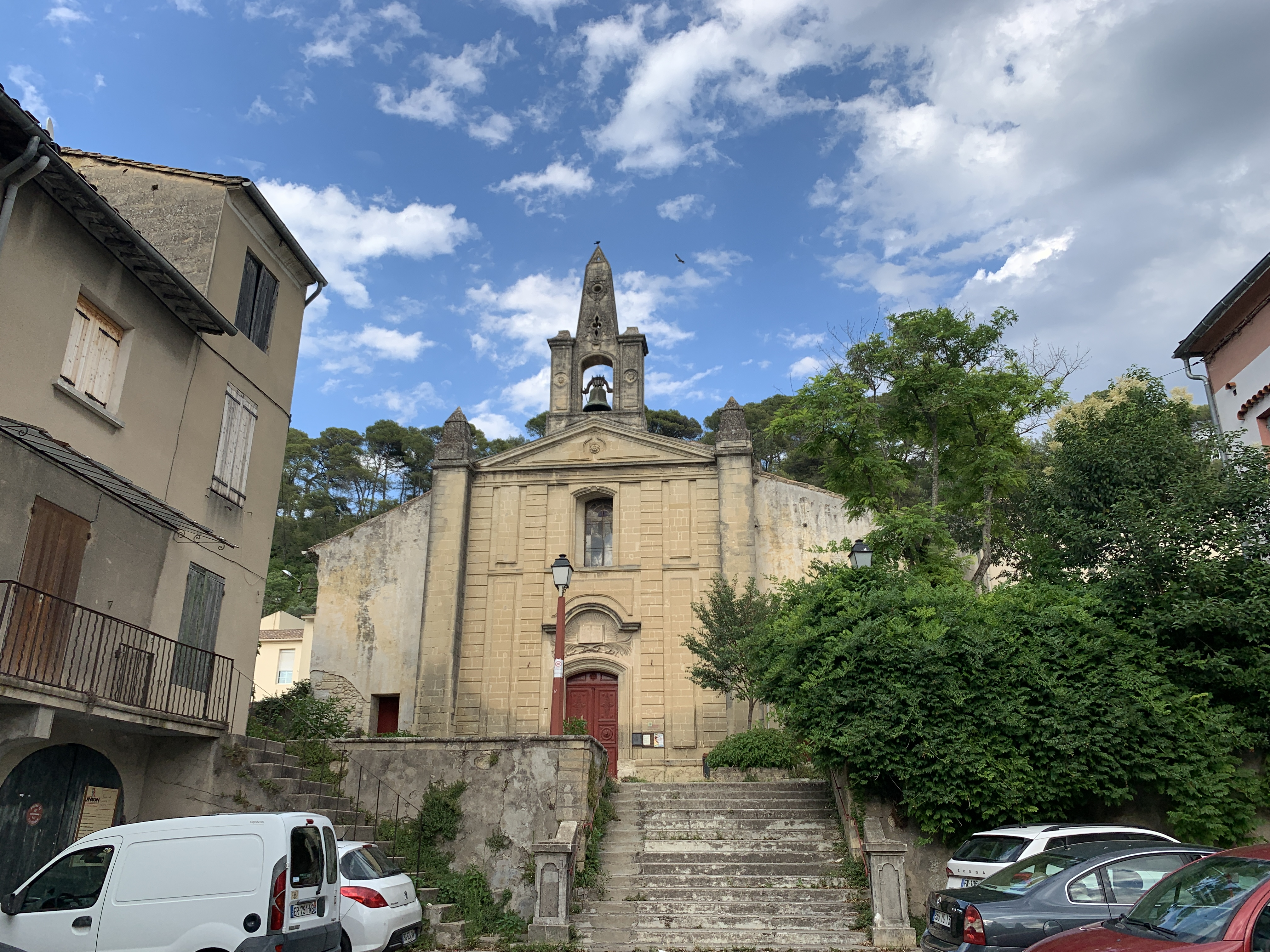
新教教堂（德语：Temple protestant (Sommières)）
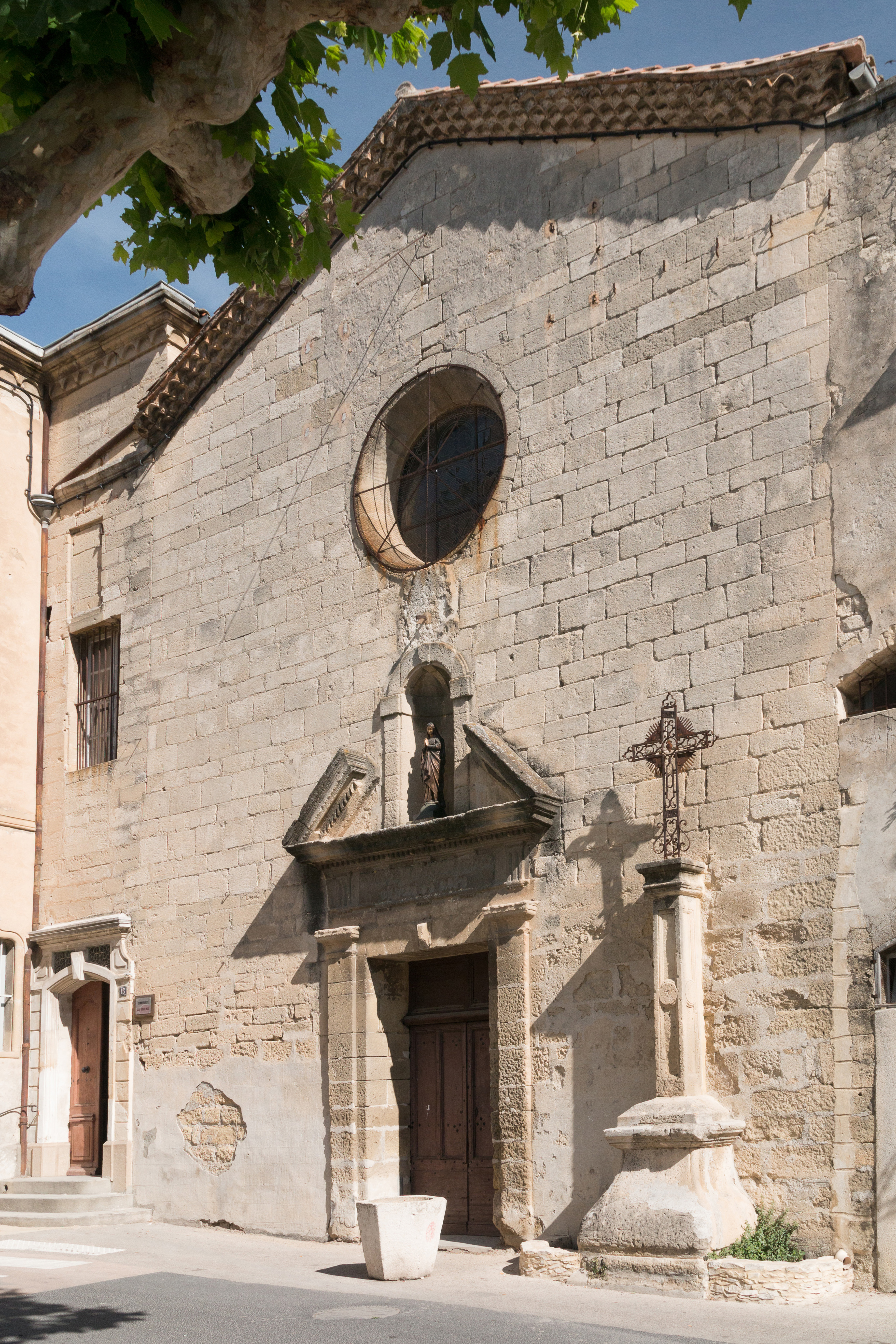
教会
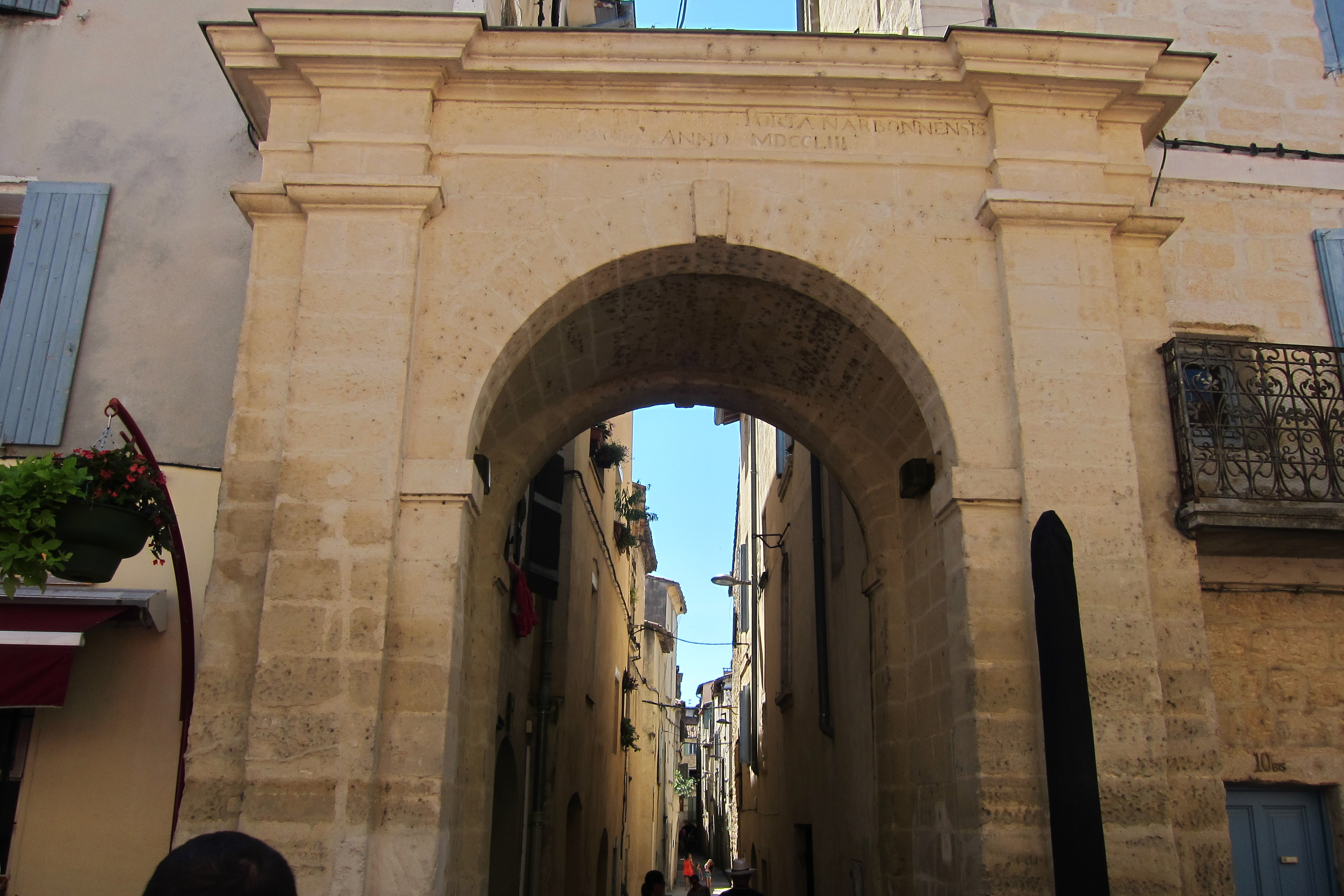
纳博讷城门
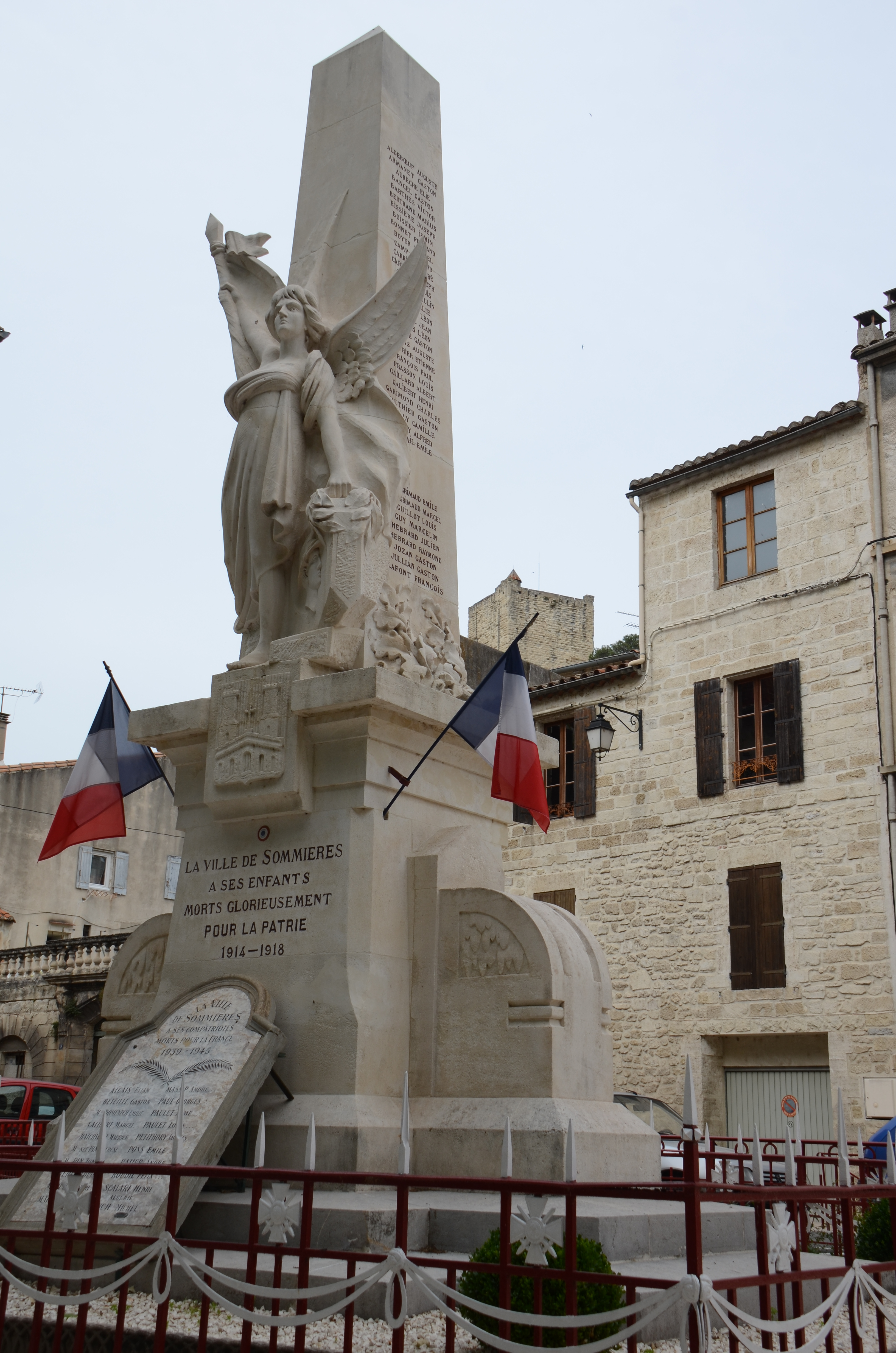
烈士纪念碑
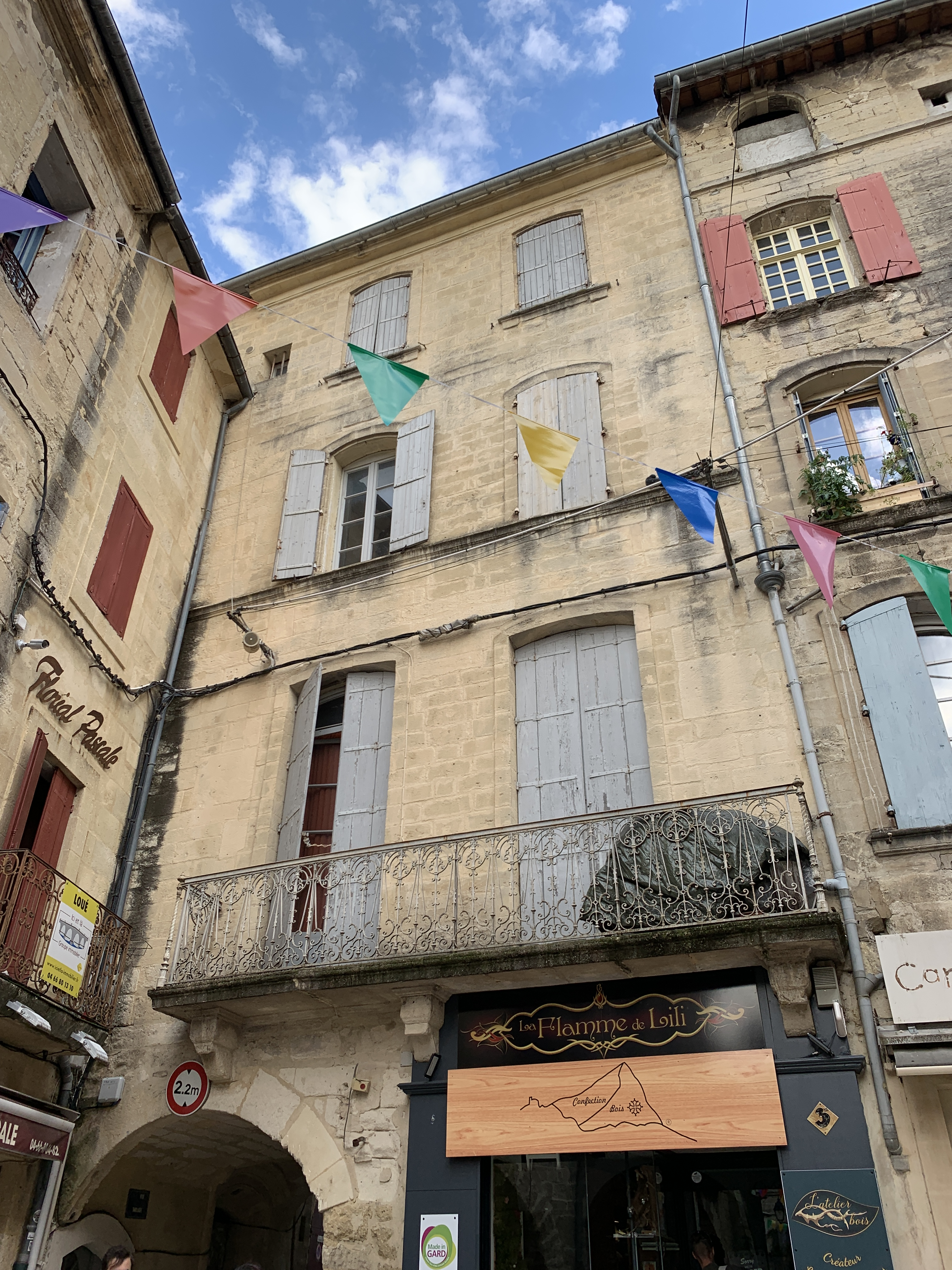
一处民居外景

### 旅游
索米耶尔的旅游事务由其所属的索米耶尔地区市镇公共社区负责。2022年，索米耶尔境内共有1家酒店共计23间房间；另有2个露营地，可容纳共289辆露营车。

### 葡萄酒
索米耶尔因同名葡萄酒而闻名，后者是法国朗格多克产区的组成部分。

### 媒体
法国主要的媒体均可在索米耶尔接收，法国电视三台下属的奥克西塔尼大区频道在部分时段播出索米耶尔所在加尔省的地方新闻。奥克西塔尼加尔地区电视台、《马赛人日报》、蓝色法兰西加尔-洛泽尔广播、卡马格广播等是当地主要的地方性媒体。

## 相关人物
法国医生居斯塔夫·达克斯、数学家欧仁·鲁谢和上校勒内·布勒梅尔出生于索米耶尔。

## 友好城市
截至2023年8月，索米耶尔共与一座城市建立了友好城市关系：
- 西班牙 卡略萨德塞古拉